# Liste der Spiele um den Superclásico de las Américas
Die Liste enthält die Spiele der Fußballnationalmannschaften Argentiniens und Brasiliens um den Superclásico de las Américas seit seiner ersten Austragung im Jahre 2011 mit statistischen Details. 

## 2011
Die erste Ausspielung des Wettbewerbs fand im September 2011 statt. Zu den Spielen wurden nur Athleten von Klubs aus Brasilien und Argentinien berufen, da diese nicht in einer offiziellen FIFA-Länderspielpause stattfanden.

### Hinspiel
| Argentinien                                                               | Argentinien | Brasilien | Brasilien |
| ------------------------------------------------------------------------- | --- | --- | --------- |
| Argentinien                                                               | \| 14. September 2011 um 21:50 Uhr in Córdoba (Estadio Mario Alberto Kempes) \| \| Ergebnis: 0:0 \| \| Schiedsrichter: Enrique Osses ( Chile) \| \| Spielbericht \| | \| 14. September 2011 um 21:50 Uhr in Córdoba (Estadio Mario Alberto Kempes) \| \| Ergebnis: 0:0 \| \| Schiedsrichter: Enrique Osses ( Chile) \| \| Spielbericht \|                                                     | Brasilien |
| Argentinien                                                               | 01 Agustín Orión 04 Iván Pillud 06 Sebastián Domínguez 05 Christian Cellay 02 Leandro Desábato 16 Emiliano Papa 08 Augusto Fernández 86. 11 Víctor Zapata 66′ 10 Héctor Canteros 07 Juan Manuel Martínez 58. 09 Mauro Boselli 24. Auswechselspieler 27 Emmanuel Gigliotti 24. 23 Pablo Mouche 58. 18 Cristian Manuel Chávez 86. Cheftrainer: Alejandro Sabella | 01 Jefferson 02 Danilo 03 Dedé 04 Réver 06 Kléber Corrêa 07 Paulinho 86. 05 Ralf 08 Renato Abreu 63. 11 Neymar 10 Ronaldinho 09 Leandro Damião Auswechselspieler 17 Oscar 63. 22 Casemiro 86. Cheftrainer: Mano Menezes | Brasilien |
| 14. September 2011 um 21:50 Uhr in Córdoba (Estadio Mario Alberto Kempes) | | |           |
| Ergebnis: 0:0                                                             | | |           |
| Schiedsrichter: Enrique Osses ( Chile)                                    | | |           |
| Spielbericht                                                              | | |           |

### Rückspiel
Lucas Moura erzielte in dem Spiel sein erstes Länderspieltor.
| Brasilien                                                           | Brasilien | Argentinien | Argentinien |
| ------------------------------------------------------------------- | --- | --- | ----------- |
| Brasilien                                                           | \| 28. September 2011 um 21:50 Uhr in Belém (Estádio Olímpico do Pará) \| \| Ergebnis: 2:0 (0:0) \| \| Zuschauer: 45.000 \| \| Schiedsrichter: Jorge Larrionda ( Uruguay) \| \| Spielbericht \|                                              | \| 28. September 2011 um 21:50 Uhr in Belém (Estádio Olímpico do Pará) \| \| Ergebnis: 2:0 (0:0) \| \| Zuschauer: 45.000 \| \| Schiedsrichter: Jorge Larrionda ( Uruguay) \| \| Spielbericht \| | Argentinien |
| Brasilien                                                           | 01 Jefferson 02 Danilo 84′ 03 Dedé 04 Réver 06 Bruno Cortez 87. 07 Lucas Moura 68. 05 Ralf 08 Rômulo 11 Neymar 10 Ronaldinho 09 Borges 72. Auswechselspieler 18 Diego Souza 68. 19 Fred 72. 16 Kléber Pinheiro 87. Cheftrainer: Mano Menezes | 01 Agustín Orión 04 Iván Pillud 77. 06 Sebastián Domínguez 05 Christian Cellay 02 Leandro Desábato 70′ 16 Emiliano Papa 08 Augusto Fernández 11 Pablo Guiñazú 10 Héctor Canteros 59. 07 Walter Montillo 09 Lucas Viatri 84′ Auswechselspieler 00 Jonathan Bottinelli 59. 17 Pablo Mouche 77. Cheftrainer: Alejandro Sabella | Argentinien |
| Brasilien                                                           | 1:0 Lucas Moura 54′ 2:0 Neymar 75′ | | Argentinien |
| 28. September 2011 um 21:50 Uhr in Belém (Estádio Olímpico do Pará) | | |             |
| Ergebnis: 2:0 (0:0)                                                 | | |             |
| Zuschauer: 45.000                                                   | | |             |
| Schiedsrichter: Jorge Larrionda ( Uruguay)                          | | |             |
| Spielbericht                                                        | | |             |

## 2012
Die zweite Ausspielung des Wettbewerbs fand am 19. September und 21. November 2012 statt. Ursprünglich war das Rückspiel für den 3. Oktober geplant, musste aber aufgrund eines Problems mit der Stromversorgung im Stadion abgesagt werden.

### Hinspiel
| Brasilien                                                          | Brasilien | Argentinien | Argentinien |
| ------------------------------------------------------------------ | --- | --- | ----------- |
| Brasilien                                                          | \| 19. September 2012 um 22:00 Uhr in Goiânia (Estádio Serra Dourada) \| \| Ergebnis: 2:1 (1:1) \| \| Zuschauer: 37.871 \| \| Schiedsrichter: Carlos Amarilla ( Paraguay) \| \| Spielbericht \|                                                                           | \| 19. September 2012 um 22:00 Uhr in Goiânia (Estádio Serra Dourada) \| \| Ergebnis: 2:1 (1:1) \| \| Zuschauer: 37.871 \| \| Schiedsrichter: Carlos Amarilla ( Paraguay) \| \| Spielbericht \| | Argentinien |
| Brasilien                                                          | 01 Jefferson 16 Fábio Santos 02 Lucas Marques 04 Réver 03 Dedé 10 Jádson 62. 05 Paulinho 80′ 15 Ralf 07 Lucas Moura 76. 09 Luís Fabiano 68. 11 Neymar 26' 88′ Auswechselspieler 16 Thiago Neves 62. 09 Leandro Damião 68. 20 Wellington Nem 76. Cheftrainer: Mano Menezes | 01 Agustín Orión 04 Gino Peruzzi 05 Lisandro López 73. 02 Sebastián Domínguez 06 Leandro Desábato 90+2′ 03 Clemente Rodríguez 19' 11 Maxi Rodríguez 22 Rodrigo Braña 19 Pablo Guiñazú 07 Juan Manuel Martínez 87. 09 Hernán Barcos 76. Auswechselspieler 13 Santiago Vergini 76. 17 Rogelio Funes Mori 75. 15 Leandro Somoza 86. Cheftrainer: Alejandro Sabella | Argentinien |
| Brasilien                                                          | 1:1 Paulinho 26′ 2:1 Neymar 90+3′ (Strafstoß) | 1:0 Juan Manuel Martínez 19′ | Argentinien |
| 19. September 2012 um 22:00 Uhr in Goiânia (Estádio Serra Dourada) | | |             |
| Ergebnis: 2:1 (1:1)                                                | | |             |
| Zuschauer: 37.871                                                  | | |             |
| Schiedsrichter: Carlos Amarilla ( Paraguay)                        | | |             |
| Spielbericht                                                       | | |             |

### Rückspiel
| Argentinien                                                   | Argentinien | Brasilien | Brasilien |
| ------------------------------------------------------------- | --- | --- | --------- |
| Argentinien                                                   | \| 21. November 2012 um 22:00 Uhr in Buenos Aires (La Bombonera) \| \| Ergebnis: 2:1 (0:0) (3:4 i. E.) \| \| Zuschauer: 32.000 \| \| Schiedsrichter: Enrique Osses ( Chile) \| \| Spielbericht \| | \| 21. November 2012 um 22:00 Uhr in Buenos Aires (La Bombonera) \| \| Ergebnis: 2:1 (0:0) (3:4 i. E.) \| \| Zuschauer: 32.000 \| \| Schiedsrichter: Enrique Osses ( Chile) \| \| Spielbericht \|                                                      | Brasilien |
| Argentinien                                                   | 01 Agustín Orión 04 Gino Peruzzi 06 Sebastián Domínguez 02 Leandro Desábato 03 Lisandro López 14 Leonel Vangioni 19 Pablo Guiñazú 86′ 10 Walter Montillo 90' 05 Francisco Cerro 88. 07 Juan Manuel Martínez 09 Hernán Barcos 69. Auswechselspieler 21 Ignacio Scocco 69. 18 Oscar Ahumada 88. Cheftrainer: Alejandro Sabella | 01 Diego Cavalieri 02 Lucas Marques 74. 03 Réver 15′ 03 Durval 06 Fábio Santos 63. 05 Ralf 07 Arouca 69. 08 Paulinho 10 Thiago Neves 09 Fred 65′ 11 Neymar Auswechselspieler 16 Carlinhos 63. 15 Jean 69. 84' 28 Bernard 74. Cheftrainer: Mano Menezes | Brasilien |
| Argentinien                                                   | 1:0 Ignacio Scocco 81′ (Strafstoß) 2:1 Ignacio Scocco 90′ | 1:1 Fred 83′ | Brasilien |
| Argentinien                                                   | Elfmeterschießen | | Brasilien |
| Argentinien                                                   | Juan Manuel Martínez Walter Montillo Sebastián Domínguez Ignacio Scocco Agustín Orión | Thiago Neves Jean Carlinhos Fred Neymar | Brasilien |
| 21. November 2012 um 22:00 Uhr in Buenos Aires (La Bombonera) | | |           |
| Ergebnis: 2:1 (0:0) (3:4 i. E.)                               | | |           |
| Zuschauer: 32.000                                             | | |           |
| Schiedsrichter: Enrique Osses ( Chile)                        | | |           |
| Spielbericht                                                  | | |           |

## 2014
Die dritte Ausspielung des Wettbewerbs fand am 11. Oktober 2014 statt. Der Wettbewerb wurde nur noch in einem Spiel entschieden. Das Treffen fand aus Werbegründen in Peking statt und aufgrund einer FIFA-Länderspielpause konnten auch Spieler aus den europäischen Ligen mit antreten.
| Brasilien                                                         | Brasilien | Argentinien | Argentinien |
| ----------------------------------------------------------------- | --- | --- | ----------- |
| Brasilien                                                         | \| 11. Oktober 2014 um 21:05 Uhr in Peking, (Nationalstadion Peking) \| \| Ergebnis: 2:0 (1:0) \| \| Zuschauer: 52.313 \| \| Schiedsrichter: Fan Qi ( Volksrepublik China) \| \| Spielbericht \| | \| 11. Oktober 2014 um 21:05 Uhr in Peking, (Nationalstadion Peking) \| \| Ergebnis: 2:0 (1:0) \| \| Zuschauer: 52.313 \| \| Schiedsrichter: Fan Qi ( Volksrepublik China) \| \| Spielbericht \| | Argentinien |
| Brasilien                                                         | 01 Jefferson 02 Danilo 40′ 03 João Miranda 04 David Luiz 19′ 64' 90. 06 Filipe Luís 22 Elias 17 Luiz Gustavo 19 Willian 11 Oscar 10 Neymar 90. 09 Diego Tardelli 82. Auswechselspieler 5 Rômulo, 7 Robinho 90., 8 Josef de Souza, 12 Rafael Cabral, 13 Juan Jesus, 14 Gil 90., 15 Dodô, 16 Mário Fernandes, 18 Éverton Ribeiro, 20 Kaká 82., 21 Philippe Coutinho, 23 Marcelo Grohe Cheftrainer: Dunga | 01 Sergio Romero 04 Pablo Zabaleta 17 Federico Fernández 50′ 15 Martín Demichelis 16 Marcos Rojo 23 Roberto Pereyra 76. 14 Javier Mascherano 47′ 60. 18 Erik Lamela 10 Lionel Messi 11 Sergio Agüero 60. 07 Ángel Di María Auswechselspieler 02 Santiago Vergini, 03 Leonel Vangioni, 05 Fernando Gago, 06 Nicolás Otamendi, 08 Enzo Pérez 76., 09 Gonzalo Higuaín 60., 12 Agustín Marchesín, 13 Facundo Roncaglia, 19 Éver Banega, 20 Nicolás Gaitán, 21 Nahuel Guzmán, 22 Javier Pastore 60. Cheftrainer: Gerardo Martino | Argentinien |
| Brasilien                                                         | 1:0 Diego Tardelli 28′ 2:0 Diego Tardelli 64′ | | Argentinien |
| 11. Oktober 2014 um 21:05 Uhr in Peking, (Nationalstadion Peking) | | |             |
| Ergebnis: 2:0 (1:0)                                               | | |             |
| Zuschauer: 52.313                                                 | | |             |
| Schiedsrichter: Fan Qi ( Volksrepublik China)                     | | |             |
| Spielbericht                                                      | | |             |

## 2017
Die vierte Ausspielung des Wettbewerbs fand am 9. Juni 2017 in Melbourne statt. Aufgrund des Freundschaftsspielcharakters konnten die Teams beliebig oft Spieler auswechseln.
| Brasilien                                                          | Brasilien | Argentinien | Argentinien |
| ------------------------------------------------------------------ | --- | --- | ----------- |
| Brasilien                                                          | \| 9. Juni 2017 um 20:05 Uhr in Melbourne, (Melbourne Cricket Ground) \| \| Ergebnis: 0:1 \| \| Zuschauer: 95.569 \| \| Schiedsrichter: Chris Beath ( Australien) \| \| Spielbericht \| | \| 9. Juni 2017 um 20:05 Uhr in Melbourne, (Melbourne Cricket Ground) \| \| Ergebnis: 0:1 \| \| Zuschauer: 95.569 \| \| Schiedsrichter: Chris Beath ( Australien) \| \| Spielbericht \| | Argentinien |
| Brasilien                                                          | 01 Wéverton 02 Fagner 73. 03 Thiago Silva 04 Gil 06 Filipe Luís 05 Fernandino 11 Philippe Coutinho 07 Paulinho 78′ 81. 08 Renato Augusto 66. 19 Willian 09 Gabriel Jesus 90+2. Auswechselspieler 7 Douglas Costa 66., 10 Giuliano 81., 12 Ederson, 13 Jemerson, 14 David Luiz, 16 Alex Sandro, 17 Taison 90+2., 18 Rafinha 73. 80′, 20 Rodrigo Caio, 21 Diego Souza, 22 Rodriguinho Marinho, 23 Diego Alves Cheftrainer: Tite | 01 Sergio Romero 17 Nicolás Otamendi 04 Jonatan Maidana 31′ 02 Gabriel Mercado 75. 16 José Luis Gómez 52. 06 Lucas Biglia 19 Éver Banega 81. 11 Ángel Di María 90+4. 10 Lionel Messi 21 Paulo Dybala 69. 09 Gonzalo Higuaín 45. Auswechselspieler 03 Ignacio Fernández, 05 Leandro Paredes, 07 Lucas Alario, 08 Marcos Acuña 90+4., 12 Nahuel Guzmán, 14 Federico Fazio, 15 Emanuel Mammana 75., 20 Manuel Lanzini 81., 22 Eduardo Salvio, 23 Gerónimo Rulli, 24 Joaquín Correa 45., 25 Nicolás Tagliafico 52., 26 Papu Gómez, 27 Guido Rodríguez 69. Cheftrainer: Jorge Sampaoli | Argentinien |
| Brasilien                                                          | 0:1 Gabriel Mercado 45′ | | Argentinien |
| 9. Juni 2017 um 20:05 Uhr in Melbourne, (Melbourne Cricket Ground) | | |             |
| Ergebnis: 0:1                                                      | | |             |
| Zuschauer: 95.569                                                  | | |             |
| Schiedsrichter: Chris Beath ( Australien)                          | | |             |
| Spielbericht                                                       | | |             |

## 2018
Die fünte Ausspielung des Wettbewerbs fand am 16. Oktober 2018 in Dschidda statt. Aufgrund des Freundschaftsspiel-Charakters konnten die Teams beliebig oft Spieler auswechseln. Im Rahmen der Reise nach Saudi-Arabien trugen beide Mannschaften zusätzlich weitere Spiele gegen die Teams von Saudi-Arabien (Brasilien) resp. Irak (Argentinien) aus, um die lokale Fußballkultur zu fördern. Der Saudi-Arabische Verband als Ausrichter benannte den Superclasico de las Américas 2018 wegen der zusätzlichen Spiele im erweiterten Sinne als Super Clásico Championship.
| Argentinien                                                                    | Argentinien | Brasilien | Brasilien |
| ------------------------------------------------------------------------------ | --- | --- | --------- |
| Argentinien                                                                    | \| 16. Oktober 2018 um 20:45 Uhr in Dschidda, (King Abdullah Sports City Stadium) \| \| Ergebnis: 0:1 \| \| Zuschauer: 62.345 \| \| Schiedsrichter: Felix Brych ( Deutschland) \| \| Spielbericht \| | \| 16. Oktober 2018 um 20:45 Uhr in Dschidda, (King Abdullah Sports City Stadium) \| \| Ergebnis: 0:1 \| \| Zuschauer: 62.345 \| \| Schiedsrichter: Felix Brych ( Deutschland) \| \| Spielbericht \| | Brasilien |
| Argentinien                                                                    | 01 Sergio Romero 03 Nicolás Tagliafico 82. 06 Germán Pezzella 17 Nicolás Otamendi 26 Renzo Saravia 69′ 05 Leandro Paredes 18′ 20 Giovani Lo Celso 64′ 73. 30 Rodrigo Battaglia 84′ 09 Mauro Icardi 88. 11 Ángel Correa 62′ 67. 21 Paulo Dybala 58. Auswechselspieler 2 Walter Kannemann, 4 Fabricio Bustos, 7 Roberto Pereyra 67., 8 Marcos Acuña 82., 13 Ramiro Funes Mori, 14 Maximiliano Meza, 15 Santiago Ascacíbar, 18 Eduardo Salvio 73., 19 Giovanni Simeone 86., 23 Gerónimo Rulli, 24 Franco Cervi, 27 Lautaro Martínez 58. Cheftrainer: Lionel Scaloni | 01 Alisson 02 Danilo 53. 03 João Miranda 71′ 13 Marquinhos 16 Filipe Luís 05 Casemiro 11 Philippe Coutinho 15 Arthur 09 Gabriel Jesus 65. 11 Neymar 66′ 90+3' 20 Roberto Firmino Auswechselspieler 4 Éder Militão, 6 Alex Sandro, 7 Richarlison 65., 8 Renato Augusto, 12 Pablo, 14 Fabinho 53., 17 Walace, 19 Malcom, 21 Lucas Moura, 22 Phelipe Megiolaro, 23 Ederson Cheftrainer: Tite | Brasilien |
| Argentinien                                                                    | 0:1 João Miranda 90+3′ | | Brasilien |
| 16. Oktober 2018 um 20:45 Uhr in Dschidda, (King Abdullah Sports City Stadium) | | |           |
| Ergebnis: 0:1                                                                  | | |           |
| Zuschauer: 62.345                                                              | | |           |
| Schiedsrichter: Felix Brych ( Deutschland)                                     | | |           |
| Spielbericht                                                                   | | |           |

## 2019
Die sechste Ausspielung des Wettbewerbs fand am 15. November 2019 in Riad (Saudi-Arabien) statt.
| Brasilien                                                               | Brasilien | Argentinien | Argentinien |
| ----------------------------------------------------------------------- | --- | --- | ----------- |
| Brasilien                                                               | \| 15. November 2019 um 18:00 Uhr in Riad, König-Saud-Universitäts-Stadion \| \| Ergebnis: 0:1 \| \| Zuschauer: 22.421 \| \| Schiedsrichter: Matthew Conger ( Neuseeland) \| | \| 15. November 2019 um 18:00 Uhr in Riad, König-Saud-Universitäts-Stadion \| \| Ergebnis: 0:1 \| \| Zuschauer: 22.421 \| \| Schiedsrichter: Matthew Conger ( Neuseeland) \| | Argentinien |
| Brasilien                                                               | 01 Alisson 06 Alex Sandro 64. 03 Thiago Silva 14 Éder Militão 64′ 02 Danilo 27′ 10 Lucas Paquetá 46. 05 Casemiro 22′ 86. 08 Arthur 55. 19 Willian 71. 10 Roberto Firmino 09 Gabriel Jesus 71. Auswechselspieler 11 Philippe Coutinho 46., 17 Fabinho 55., 16 Renan Lodi 64., 7 Richarlison 71., 21 Rodrygo 71., 18 Wesley Moraes 86., 23 Santos, 12 Daniel Fuzato, 13 Felipe Monteiro, 4 Marquinhos, 22 Emerson Royal, 15 Douglas Luiz Cheftrainer: Tite | 23 Esteban Andrada 02 Juan Foyth 06 Germán Pezzella 19 Nicolás Otamendi 03 Nicolás Tagliafico 61′ 11 Lucas Ocampos 74. 15 Leandro Paredes 73′ 83. 05 Rodrigo de Paul 43′ 90. 20 Giovani Lo Celso 59. 10 Lionel Messi 21 Lautaro Martínez 88. Auswechselspieler 8 Marcos Acuña 59., 24 Nicolás González 74., 18 Guido Rodríguez 83., 13 Lucas Alario 88., 17 Nicolás Domínguez 90., 12 Emiliano Martínez, 1 Juan Musso, 4 Renzo Saravia, 14 Walter Kannemann, 7 Alexis Mac Allister, 21 Paulo Dybala, 9 Kun Agüero, Cheftrainer: Lionel Scaloni | Argentinien |
| Brasilien                                                               | 0:1 Lionel Messi 13′ | | Argentinien |
| 15. November 2019 um 18:00 Uhr in Riad, König-Saud-Universitäts-Stadion | | |             |
| Ergebnis: 0:1                                                           | | |             |
| Zuschauer: 22.421                                                       | | |             |
| Schiedsrichter: Matthew Conger ( Neuseeland)                            | | |             |